# Sertularia staurotheca
Sertularia staurotheca is een hydroïdpoliep uit de familie Sertulariidae. De poliep komt uit het geslacht Sertularia. Sertularia staurotheca werd in 1960 voor het eerst wetenschappelijk beschreven door Naumov. 